# Municipio de Lenzburg
El municipio de Lenzburg (en inglés: Lenzburg Township) es un municipio ubicado en el condado de St. Clair en el estado estadounidense de Illinois. En el año 2010 tenía una población de 1047 habitantes y una densidad poblacional de 12,93 personas por km².

## Geografía
El municipio de Lenzburg se encuentra ubicado en las coordenadas 38°15′57″N 89°52′29″O / 38.26583, -89.87472. Según la Oficina del Censo de los Estados Unidos, el municipio tiene una superficie total de 80.97 km², de la cual 74.84 km² corresponden a tierra firme y (7.57%) 6.13 km² es agua.

## Demografía
Según el censo de 2010, había 1047 personas residiendo en el municipio de Lenzburg. La densidad de población era de 12,93 hab./km². De los 1047 habitantes, el municipio de Lenzburg estaba compuesto por el 97.9% blancos, el 0.29% eran afroamericanos, el 0.29% eran amerindios, el 0.1% eran asiáticos, el 0.1% eran isleños del Pacífico, el 0.38% eran de otras razas y el 0.96% pertenecían a dos o más razas. Del total de la población el 1.34% eran hispanos o latinos de cualquier raza.